# 萊巴嫩鎮區 (伊利諾伊州聖克萊爾縣)
莱巴嫩鎮區（英語：Lebanon Township）是位於美國伊利諾伊州聖克萊爾縣的一個行政鎮區。

## 地方資料
根據2010年美國人口普查的數據，莱巴嫩鎮區的面積為94.70平方千米，當中陸地面積為94.50平方千米，而水域面積為0.20平方千米。當地共有人口4448人，而人口密度為每平方千米46.97人。